# Nationaldemokratische Partei Tibets
Die  Nationaldemokratische Partei Tibets  (bod-kyi rgyal-yongs mang-gtso tshogs-pa བོད་ཀྱི་རྒྱལ་ཡོངས་མང་གཙོ་ཚོགས་པ) ist die stärkste Partei der Exiltibeter und stellt 16 der 43 Abgeordneten des Exilparlaments in Dharamsala, Indien.
Die Partei wurde am 2. September 1994 als Folge der Ausarbeitung der tibetischen Verfassung gegründet. Der 14. Dalai Lama hatte auf dem tibetischen Jugendkongress 1990 angeregt, die tibetische Exilverwaltung zu demokratisieren und durch eine Verfassung zu verrechtlichen.
Nach Angaben der Partei besteht ihr Hauptziel darin, die Demokratie zu fördern, das tibetische Volk über die Bedeutung politischer Parteien aufzuklären und die Tibeter für ihre eigenen Probleme zu sensibilisieren.
Die Partei unterstützte Lobsang Sangay bei seiner Wahl zum Premierminister der Exilregierung.

## Parteivorsitzende
- TT Karma Chophel (1994–1996)
- Kunga Tsering (1996–1997)
- Acharya Yeshi Phuntsok (1997–2000; 2000–2004)
- TT Karma Chophel (2004–2006)
- Chime Youngdung (2006–2012)
- Gelek Jamyang (2012–2016)
- Tsetan Norbu (2016–2019; 2019–2021)